# Litoria albolabris
A rã-arborícola-de-lábios-brancos (Litoria albolabris) é uma espécie de rã da família Pelodryadidae. É encontrada na Papua-Nova Guiné. Seus habitats naturais são subtropicais ou tropicais, em várzeas úmidas e florestas subtropicais e pastagens.